# Juris Štāls
Juris Štāls (Riga, 8 aprile 1982) è un hockeista su ghiaccio lettone.

## Carriera
Nel corso della sua carriera ha indossato finora, tra le altre, le maglie di Hartford Wolf Pack (2002-2004), Torpedo Nižnij Novgorod (2006/07), HC Trinec (2006-2008), HK Riga 2000 (2007/08, 2008/09), Dinamo Riga (2008/09, 2010/11), Quad City Mallards (2009/10), HK Poprad (2012-2014, 2014/15) e HC Karlovy Vary (2014/15).